# IFI35
IFI35 (англ. Interferon induced protein 35) – білок, який кодується однойменним геном, розташованим у людей на короткому плечі 17-ї хромосоми. Довжина поліпептидного ланцюга білка становить 286 амінокислот, а молекулярна маса — 31 546.
| 10         |  | 20         |  | 30         |  | 40         |  | 50         |
| ---------- |  | ---------- |  | ---------- |  | ---------- |  | ---------- |
| MSAPLDAALH |  | ALQEEQARLK |  | MRLWDLQQLR |  | KELGDSPKDK |  | VPFSVPKIPL |
| VFRGHTQQDP |  | EVPKSLVSNL |  | RIHCPLLAGS |  | ALITFDDPKV |  | AEQVLQQKEH |
| TINMEECRLR |  | VQVQPLELPM |  | VTTIQMSSQL |  | SGRRVLVTGF |  | PASLRLSEEE |
| LLDKLEIFFG |  | KTRNGGGDVD |  | VRELLPGSVM |  | LGFARDGVAQ |  | RLCQIGQFTV |
| PLGGQQVPLR |  | VSPYVNGEIQ |  | KAEIRSQPVP |  | RSVLVLNIPD |  | ILDGPELHDV |
| LEIHFQKPTR |  | GGGEVEALTV |  | VPQGQQGLAV |  | FTSESG     |  |            |

A: Аланін

C: Цистеїн

D: Аспарагінова кислота

E: Глутамінова кислота

F: Фенілаланін

G: Гліцин

H: Гістидин

I: Ізолейцин

K: Лізин

L: Лейцин

M: Метіонін

N: Аспарагін

P: Пролін

Q: Глутамін

R: Аргінін

S: Серин

T: Треонін

V: Валін

W: Триптофан

Задіяний у такому біологічному процесі, як альтернативний сплайсинг. 
Локалізований у ядрі.